# Zeche Besserglück
Die Zeche Besserglück war ein Steinkohlenbergwerk im Bochumer Stadtteil Linden. Das Bergwerk war schon vor der Verleihung des Grubenfeldes in Betrieb. Die Zeche Besserglück gehörte zum Bergrevier Dahlhausen.

## Bergwerksgeschichte
Am 16. Dezember 1797 erfolgte die Verleihung des Grubenfeldes und im Dezember 1805 war die offizielle Inbetriebnahme der Schachtanlage. Im Jahr 1806 waren der Tagesbetrieb und der Schacht 1 in Betrieb. Außerdem wurde ein Erbstollen aufgefahren, in welchem sich eine 50 Lachter lange Schleppbahn befand. Die Schleppbahn reichte bis zum Kohlenmagazin an der Ruhr. Die Verleihung der Erbstollengerechtigkeit ist für das Jahr 1817 belegt. Zwischen 1810 und 1813 Abbau und Förderung. Im Jahr 1813 erfolgte eine teilweise Konsolidation zu Vereinte Besserglück & Glückssonne. Ab 1815 war die Schachtanlage wieder in Betrieb. Im Jahr 1824 erfolgte der Abbau im Bereich des Schachtes Johann. Am 9. März desselben Jahres erfolgte die Verleihung des Geviertfeldes. Bis zum August 1825 wurde weiterhin Kohle abgebaut, im August wurde das Bergwerk zunächst stillgelegt. Am 22. November 1857 erfolgte die Verleihung des Längenfeldes. Im darauffolgenden Jahr erfolgte die Konsolidation zur Zeche Vereinigte Dahlhauser Tiefbau.